# Marie-Joseph Chénier
Marie-Joseph Chénier, född 11 februari 1764 i Konstantinopel, död 10 januari 1811 i Paris, var en fransk dramatisk författare. Han var son till Louis de Chénier och bror till André-Marie de Chénier.
Med mönster från Voltaire skrev Chénier pjäser i övertygelsen, att teaterkonstens främsta uppgift var att "odla kärleken för dygden, lagarna och friheten och väcka avsky för fanatismen och tyranniet". Utifrån dessa principer skrev han pjäserna Charles IX (1789), Jean Calas (1791), Henri VIII (1791), Caius Gracchus (1792), samt Fénelon (1793). Hans drama Timoléon (1794) stoppades dock av censuren under Robespierre.
Hans efterlämnade tragedi Tibère har av senare litteraturvetare betraktats som den bästa tragedin från den här tiden. Bland övriga verk kan nämnas hans Épîtres, i vilken bland annat ingår Épître sur la calomnie, där han rentvår sig från att ha varit medskyldig till broderns död.
Chénier blev 1802 medlem av franska akademien och var 1803-06 överinspektör över undervisningsväsendet. Hans Tableau historique de l'état et de progrès de la littérature française depuis 1789 (1808). Hans Oeuvres complètes (samlade verk) utgavs i 8 band 1823-27.